# Museo de Historia Natural de Florencia
El Museo di Storia Naturale di Firenze es un museo de historia natural ubicado en Florencia, Italia. Forma parte de la Universidad de Florencia y está compuesto por seis colecciones principales. Las colecciones del museo están abiertas por la mañana, excepto los miércoles, y todo el sábado, y para acceder a ellas el museo cobra el precio de un billete de entrada.
El museo fue establecido el 21 de febrero de 1775 por el Gran Duque Pietro Leopoldo en el Imperial Regio Museo di Storia Naturale e Fisica. En ese momento se componía de varias colecciones de historia natural ubicado en el Palazzo Torrigiani en la Via Romana. A través de los dos últimos siglos, ha crecido significativamente y ahora forma una de las colecciones más bellas de Italia.

## Colecciones
- Giardino dei Semplici: (Via Micheli, 3) - Tercer jardín botánico más antiguo de Europa jardín, creado en 1545, que ahora contiene unos 9 000 ejemplares de plantas.
- Museo di Botanica: (Via La Pira, 4) - Incluye un herbario de aproximadamente 4 millones de ejemplares, incluyendo las colecciones históricas de Andrea Cesalpino (1563), el primer herbario científico, Philip Barker Webb y Odoardo Beccari.
- Museo di Geologia e Paleontologia: (Via La Pira, 4) - Cerca de 200 000 ejemplares de las colecciones de los geólogos y paleontólogos(Fucini, Dainelli, Marinelli, De Stefani, Stefanini, D'Ancona, Pecchioli). La colección de fósiles de vertebrados (26 000 ejemplares) cuenta con fósiles de mamíferos del Plioceno y el Pleistoceno, recuperado por Toscana y Valdarno, incluyendo Oreopithecus bambolii, los primates antropoides, y esqueletos de elefantes. La colección paleobotánica incluye otros 8 000 artículos.
- Museo di Mineralogia e Litologia (Via La Pira, 4) - Cerca de 50 000 ejemplares en una serie de colecciones. De particular interés son los primeros elementos de la Galería Uffizi (alrededor de 500 ejemplares), y la colección de Giovanni Targioni Tozzetti (cerca de 5 000 artículos), catalogado en 12 volúmenes manuscritos.
- Museo Nazionale di Antropologia ed Etnologia (Via del Proconsolo, 12) - Alrededor de 15.000 objetos etnológicos y antropológicos, con una colección de fotografías que contiene 26 000 copias y 7 000 negativos. La colección original fue un gabinete de curiosidades que contienen artículos tales como un cuerno de marfil del Kongo, arcos y flechas de la parte superior del Amazonas, además de los elementos del capitán James Cook.
- Zoologia "La Specola" (Via Romana, 17) - Una colección de unos 3 millones de especímenes zoológicos, de los cuales unos 5 000 están expuestos al público, además de otros 3 000 ejemplares en la sala de los esqueletos. La colección de modelos anatómicos de cera. Su construcción se inició en 1771 por Leopoldo II de Toscana y se dice que es la mayor colección de este tipo en el mundo, cerca de 1 400 modelos están actualmente en exposición pública.